# División de Honor de la Asociación de Football de Santiago 1932
El Torneo de la División de Honor de la Asociación de Football de Santiago 1932 fue la 6.º edición de la primera categoría de la Asociación de Football de Santiago, competición de fútbol de carácter oficial y amateur de la capital de Chile, correspondiente a la temporada 1932. Se jugó desde el 8 de mayo hasta el 8 de diciembre de 1932.
Su organización estuvo a cargo de la Asociación de Football de Santiago y contó con la participación de ocho equipos. La competición se disputó bajo el sistema de todos contra todos, en dos ruedas.
El 8 de diciembre de 1932, Colo-Colo y Audax Italiano se enfrentaron por la última fecha del campeonato, encuentro que sirvió además para dirimir al campeón de la temporada. Sin embargo, debido al derrumbe de una tribuna del Estadio Italiano y la posterior trifulca por parte de los aficionados, el partido fue suspendido cuando Colo-Colo ganaba por 2 a 1, quedando así vacante el campeonato y dejando un saldo de al menos 130 heridos y 3 muertos. Otros autores, no obstante, señalan que el campeonato no quedó vacante, sino que fue otorgado tanto a Audax Italiano como a Colo-Colo.
Al año siguiente, los seis equipos que lograron la permanencia en la División de Honor, se retiraron de la Asociación de Football de Santiago para fundar, junto a Morning Star, la Liga Profesional de Football de Santiago (LPF) y sus primeras competiciones: el Campeonato de Apertura de Chile y la Primera División de Chile.

## Reglamento de juego
La competición se jugó bajo el sistema de todos contra todos y en dos ruedas de siete fechas, siendo la primera temporada de la División de Honor en disputarse con dicho formato, resultando campeón aquel equipo que acumulase más puntos en la tabla de posiciones.

### Sistema de descenso
Se estableció que el equipo con menos puntaje en la tabla de posiciones, descendía a la Primera División de la Asociación de Football de Santiago.

## Equipos participantes

### Relevo anual de clubes
Santiago National ascendió a la primera categoría, mientras que Santiago descendió a la segunda categoría.
| Ascendidos a la División de Honor |
| --------------------------------- |
| Santiago National                 |

| Descendidos a la Primera División                                    |
| -------------------------------------------------------------------- |
| Santiago (8.º y último lugar de la División de Honor de la AFS 1931) |

### Información de los clubes
| Equipo                   | Ciudad            |
| ------------------------ | ----------------- |
| Audax Italiano           | Santiago de Chile |
| Colo-Colo                | Santiago de Chile |
| Green Cross              | Santiago de Chile |
| Liverpool Wanderers      | Santiago de Chile |
| Magallanes               | Santiago de Chile |
| Santiago Badminton       | Santiago de Chile |
| Santiago National        | Santiago de Chile |
| Unión Deportiva Española | Santiago de Chile |

## Clasificación
| Pos.                                     | Equipo                   | PJ | PG | PE | PP | GF | GC | Dif. | Pts. |
| ---------------------------------------- | ------------------------ | -- | -- | -- | -- | -- | -- | ---- | ---- |
| 1.                                       | Audax Italiano           | 13 | 11 | 0  | 2  | 71 | 27 | 44   | 22   |
| 1.                                       | Colo-Colo                | 13 | 11 | 0  | 2  | 62 | 22 | 40   | 22   |
| 3.                                       | Santiago Badminton       | 14 | 7  | 4  | 3  | 38 | 28 | 10   | 18   |
| 4.                                       | Unión Deportiva Española | 14 | 6  | 4  | 2  | 50 | 34 | 16   | 16   |
| 5.                                       | Magallanes               | 14 | 6  | 1  | 7  | 31 | 55 | -24  | 13   |
| 6.                                       | Green Cross              | 14 | 3  | 3  | 8  | 33 | 58 | -25  | 9    |
| 7.                                       | Santiago National        | 14 | 2  | 3  | 9  | 28 | 56 | -28  | 7    |
| 8.                                       | Liverpool Wanderers      | 14 | 1  | 1  | 12 | 19 | 52 | -33  | 3    |
| Última actualización: 6 de julio de 2020 |                          |    |    |    |    |    |    |      |      |

|  |                                |
|  | Descendido a Primera División. |

## Cuadro de resultados
| Equipo              | AI  | BA  | CC  | GC  | LW  | MA  | SN  | UE  |
| ------------------- | --- | --- | --- | --- | --- | --- | --- | --- |
| Audax Italiano      |     | 3-4 | 2-1 | 7-3 | 4-1 | 7-2 | 5-0 | 6-3 |
| Santiago Badminton  | 4-3 |     | 1-3 | 2-1 | 1-1 | 0-1 | 2-2 | 2-2 |
| Colo-Colo           | 1-2 | 3-1 |     | 6-1 | 7-2 | 6-3 | 6-1 | 5-2 |
| Green Cross         | 3-7 | 1-2 | 1-6 |     | 3-2 | 2-2 | 1-1 | 2-2 |
| Liverpool Wanderers | 1-4 | 2-7 | 1-1 | 2-3 |     | 2-4 | 4-1 | 1-2 |
| Magallanes          | 2-7 | 3-6 | 1-0 | 2-2 | 4-2 |     | 3-2 | 1-6 |
| Santiago National   | 0-5 | 2-2 | 1-6 | 1-1 | 1-4 | 2-3 |     | 3-3 |
| U. D. Española      | 3-6 | 2-2 | 2-5 | 2-2 | 2-1 | 6-1 | 3-3 |     |

|                     | AI   | BA  | CC  | GC  | LW  | MA   | SN  | UE  |
| Audax Italiano      |      | 4-2 | -   | 7-1 | 5-1 | 12-2 | 8-2 | 1-5 |
| Santiago Badminton  | 2-4  |     | 3-2 | 4-1 | 4-1 | 4-2  | 7-3 | 2-2 |
| Colo-Colo           | -    | 2-3 |     | 9-2 | 4-1 | 6-1  | 4-1 | 3-2 |
| Green Cross         | 1-7  | 1-4 | 2-9 |     | 4-0 | 3-4  | 5-4 | 4-8 |
| Liverpool Wanderers | 1-5  | 1-4 | 1-4 | 0-4 |     | 2-3  | 0-4 | 1-6 |
| Magallanes          | 2-12 | 2-4 | 1-6 | 4-3 | 3-2 |      | 1-3 | 2-0 |
| Santiago National   | 2-8  | 3-7 | 1-4 | 4-5 | 4-0 | 3-1  |     | 1-7 |
| U. D. Española      | 5-1  | 2-2 | 2-3 | 8-4 | 6-1 | 0-2  | 7-1 |     |

## Partido decisivo
Al encuentro, Audax Italiano y Colo-Colo llegaban empatados en el primer lugar de la tabla de posiciones con un rendimiento de 11 victorias y dos derrotas, acumulando una diferencia de goles de +44 y +40 respectivamente. A su vez, considerando todos los encuentros disputados en la temporada, tanto oficiales como amistosos, Audax encaró el partido con 26 triunfos, 2 empates y 4 derrotas en 32 presentaciones, mientras que Colo-Colo, a esa fecha, sumaba 36 partidos disputados, con 25 victorias, 3 empates y 8 derrotas. Oficialmente, por la primera rueda de la División de Honor, ambos equipos se enfrentaron el 29 de mayo de 1932, imponiéndose Audax Italiano por 2 tantos a 1, ante más de 8000 personas en los Campos de Sports de Ñuñoa. Adicionalmente, durante esa temporada, jugaron otros dos encuentros, venciendo Audax en sendas oportunidades, 3 a 2 el 31 de julio y 4 a 2 el 11 de septiembre.
El partido tuvo que ser cancelado transcurridos 35 minutos de juego por un derrumbe de las tribunas del Estadio Italiano. El partido no pudo ser reprogramado, dándose por campeones del torneo a ambos elencos.
|       | POR   | Victorio Steffani |  |
|       | DEF   | Max Fischer       |  |
|       | DEF   | Guillermo Corbari |  |
|       | MED   | Guillermo Gornall |  |
|       | MED   | Guillermo Riveros |  |
|       | MED   | Enrique Araneda   |  |
|       | DEL   | Óscar Bustos      |  |
|       | DEL   | Enrique Sorrel    |  |
|       | DEL   | Moisés Avilés     |  |
|       | DEL   | Carlos Giudice    |  |
|       | DEL   | Tomás Ojeda       |  |
| D. T. | D. T. | Francisco Torres  |  |

|       | POR   | Eugenio Soto         |  |
|       | DEF   | Víctor Morales       |  |
|       | DEF   | Togo Bascuñán        |  |
|       | MED   | Francisco Sánchez    |  |
|       | MED   | Guillermo Saavedra   |  |
|       | MED   | Óscar González       |  |
|       | DEL   | Carlos Schneeberger  |  |
|       | DEL   | Guillermo Subiabre   |  |
|       | DEL   | Iván Mayo            |  |
|       | DEL   | Eduardo Schneeberger |  |
|       | DEL   | José Miguel Olguín   |  |
| D. T. | D. T. | Guillermo Saavedra   |  |

| 35' | Moisés Avilés | 1-2 |

| 13' · 23' | Iván Mayo | 0-1 0-2 |

| Principal | Benjamín Puente |

|       | POR   | Victorio Steffani |  |
|       | DEF   | Max Fischer       |  |
|       | DEF   | Guillermo Corbari |  |
|       | MED   | Guillermo Gornall |  |
|       | MED   | Guillermo Riveros |  |
|       | MED   | Enrique Araneda   |  |
|       | DEL   | Óscar Bustos      |  |
|       | DEL   | Enrique Sorrel    |  |
|       | DEL   | Moisés Avilés     |  |
|       | DEL   | Carlos Giudice    |  |
|       | DEL   | Tomás Ojeda       |  |
| D. T. | D. T. | Francisco Torres  |  |

|       | POR   | Eugenio Soto         |  |
|       | DEF   | Víctor Morales       |  |
|       | DEF   | Togo Bascuñán        |  |
|       | MED   | Francisco Sánchez    |  |
|       | MED   | Guillermo Saavedra   |  |
|       | MED   | Óscar González       |  |
|       | DEL   | Carlos Schneeberger  |  |
|       | DEL   | Guillermo Subiabre   |  |
|       | DEL   | Iván Mayo            |  |
|       | DEL   | Eduardo Schneeberger |  |
|       | DEL   | José Miguel Olguín   |  |
| D. T. | D. T. | Guillermo Saavedra   |  |

| 35' | Moisés Avilés | 1-2 |

| 13' · 23' | Iván Mayo | 0-1 0-2 |

| Principal | Benjamín Puente |

|       | POR   | Victorio Steffani |  |
|       | DEF   | Max Fischer       |  |
|       | DEF   | Guillermo Corbari |  |
|       | MED   | Guillermo Gornall |  |
|       | MED   | Guillermo Riveros |  |
|       | MED   | Enrique Araneda   |  |
|       | DEL   | Óscar Bustos      |  |
|       | DEL   | Enrique Sorrel    |  |
|       | DEL   | Moisés Avilés     |  |
|       | DEL   | Carlos Giudice    |  |
|       | DEL   | Tomás Ojeda       |  |
| D. T. | D. T. | Francisco Torres  |  |

|       | POR   | Eugenio Soto         |  |
|       | DEF   | Víctor Morales       |  |
|       | DEF   | Togo Bascuñán        |  |
|       | MED   | Francisco Sánchez    |  |
|       | MED   | Guillermo Saavedra   |  |
|       | MED   | Óscar González       |  |
|       | DEL   | Carlos Schneeberger  |  |
|       | DEL   | Guillermo Subiabre   |  |
|       | DEL   | Iván Mayo            |  |
|       | DEL   | Eduardo Schneeberger |  |
|       | DEL   | José Miguel Olguín   |  |
| D. T. | D. T. | Guillermo Saavedra   |  |

| 35' | Moisés Avilés | 1-2 |

| 13' · 23' | Iván Mayo | 0-1 0-2 |

| Principal | Benjamín Puente |

|       | POR   | Victorio Steffani |  |
|       | DEF   | Max Fischer       |  |
|       | DEF   | Guillermo Corbari |  |
|       | MED   | Guillermo Gornall |  |
|       | MED   | Guillermo Riveros |  |
|       | MED   | Enrique Araneda   |  |
|       | DEL   | Óscar Bustos      |  |
|       | DEL   | Enrique Sorrel    |  |
|       | DEL   | Moisés Avilés     |  |
|       | DEL   | Carlos Giudice    |  |
|       | DEL   | Tomás Ojeda       |  |
| D. T. | D. T. | Francisco Torres  |  |

|       | POR   | Eugenio Soto         |  |
|       | DEF   | Víctor Morales       |  |
|       | DEF   | Togo Bascuñán        |  |
|       | MED   | Francisco Sánchez    |  |
|       | MED   | Guillermo Saavedra   |  |
|       | MED   | Óscar González       |  |
|       | DEL   | Carlos Schneeberger  |  |
|       | DEL   | Guillermo Subiabre   |  |
|       | DEL   | Iván Mayo            |  |
|       | DEL   | Eduardo Schneeberger |  |
|       | DEL   | José Miguel Olguín   |  |
| D. T. | D. T. | Guillermo Saavedra   |  |

| 35' | Moisés Avilés | 1-2 |

| 13' · 23' | Iván Mayo | 0-1 0-2 |

| Principal | Benjamín Puente |